# (202683) 2006 US216
(202683) 2006 US216 es un asteroide que forma parte de los asteroides Atón, descubierto el 30 de octubre de 2006 por el equipo del Mount Lemmon Survey desde el Observatorio del Monte Lemmon, Arizona, Estados Unidos.

## Designación y nombre
Designado provisionalmente como 2006 US216.

## Características orbitales
2006 US216 está situado a una distancia media del Sol de 0,636 ua, pudiendo alejarse hasta 0,995 ua y acercarse hasta 0,278 ua. Su excentricidad es 0,562 y la inclinación orbital 3,431 grados. Emplea 185 días en completar una órbita alrededor del Sol.

## Características físicas
La magnitud absoluta de 2006 US216 es 19,8.